# Энрике (герцог Севильский, 1848—1894)
Энрике де Бурбон и Кастельви  (исп. Don Enrique Pio Maria Francisco de Paula Luis Antonio de Borbón y Castellví, Duque de Sevilla; 3 октября 1848, Тулуза — 12 июля 1894, Красное море) — испанский аристократ и гранд первого класса, герцог Севильский с 1870 года. Старший сын инфанта Энрике, герцога Севильского, внука короля Испании Карла IV и младшего брата Франсиско, герцога Кадисского, короля-консорта Изабеллы II. Несмотря на свои семейные связи, Энрике никогда не носил титула инфанта Испании из-за неравного брака своих родителей, не получившего одобрения королевы Изабеллы II.

## Биография
Энрике родился в Тулузе (Франция). Старший сын инфанта Энрике, герцога Севильского (1823—1870) и Елены Марии де Кастельви и Шелли (1821—1863). По отцовской линии он был внуком инфанта Франсиско де Паула Бурбона и принцессы Луизы Карлотты Бурбон-Сицилийской, а по материнской линии — Антонио де Падуа де Кастельви и Фернандес де Кордоба, графа Кастелла, и Маргариты Шелли. Его мать имела валенсийские и ирландские корни. Брак родителей Энрике не получил одобрения королевы Изабеллы II, поэтому они поженились тайно в Риме. Вернувшись в Испанию, супруги были сосланы в Байонну, а позднее обосновались в Тулузе.
Ранние годы Энрике проходили между Испанией и Францией. 12 марта 1870 года его отец Энрике, герцог Севильский, погиб на дуэли с Антуаном Орлеанским, герцогом де Монпансье. Энрике отказался принять 30 000 песет от герцога де Монпансье в качестве компенсации за гибель его отца. Он и его братья и сестра воспитывались его дядей Франсиско, герцогом Кадисским.
Как и его братья, Энрике показывал хорошие военные навыки. Первоначально он служил в карлистской армии, но после восстановления монархии в Испании он перешел в армию своего кузена, короля Альфонсо XII.
Энрике, друг Альфонсо XII, не всегда поддерживал хорошие отношения с вдовой последнего, королевой Марией Кристиной, за то, что он отказался от назначения Марии Кристины на должность регента Испании. Из-за своего отношения Энрике был заключен в тюрьму и лишен своего титула, но сумел бежать в Марсель, отказавшись возвращаться в Испанию.
Несколько лет спустя Энрике, герцог Севильский, был реабилитирован и смог вернуться в Испанию, где получил назначение в Испанскую Ост-Индию (ныне — Филиппины) в качестве губернатора провинции Тайабас.

## Брак и дети
Во время изгнания своей семьи он познакомился с Хосефиной Параде (12 апреля 1840 — 20 октября 1939), дочерью Хуана Параде и Женевьевы Сибие. Они поженились в Сан-Фернандо-де-Джарама (ныне Сан-Фернандо-де-Энарес) 5 ноября 1870 года.
У них было три дочери:
- Мария Луиза де Бурбон-и-Параде (4 апреля 1868 — 10 июня 1949), 3-я герцогиня Севильская (1894—1919).  В 1894 году в Лондоне Мария Луиза вступила в брак с каталонцем Хуаном Монкли-и-Кабанелла и вернулась в Испанию. В 1919 году под давлением матери она вынуждена была уступить герцогский титул своей младшей сестре Энрикете. У неё не было детей.
- Марта де Бурбон-и-Параде (3 мая 1880 — 19 марта 1928), умерла незамужней и бездетной. Между ней и принцем Орлеанского дома было предложено заключить брачный союз, против которого выступил её отец. Он решительно выступал против такого союза, потому что герцог де Монпансье в 1870 году убил его отца на дуэли.
- Энрикета де Бурбон-и-Параде (28 июня 1885 — 28 октября 1967), 4-я герцогиня Севильская (1919—1967). В 1907 году она вышла замуж за своего двоюродного брата Франсиско де Бурбон-и-де-ла-Торре (1882—1952). Их внук, Франсиско де Бурбон-и-Эскасани (род. 1943), является нынешним герцогом Севильским.

## Смерть
Энрике де Бурбон, герцог Севильский, скончался в 1894 году на борту парохода «Монтевидео» в Красном море в результате болезни, возвращаясь из Ост-Индии в Испанию.

## Титулы, титулование и награды
- 3 октября 1848 года — 12 марта 1870 года: Дон Энрике де Бурбон и Кастельви
- 12 марта 1870 года — 12 июля 1894 года: Его Превосходительство Герцог Севильский
- Кавалер баварского ордена Сен-Хуберта.